# Dristor

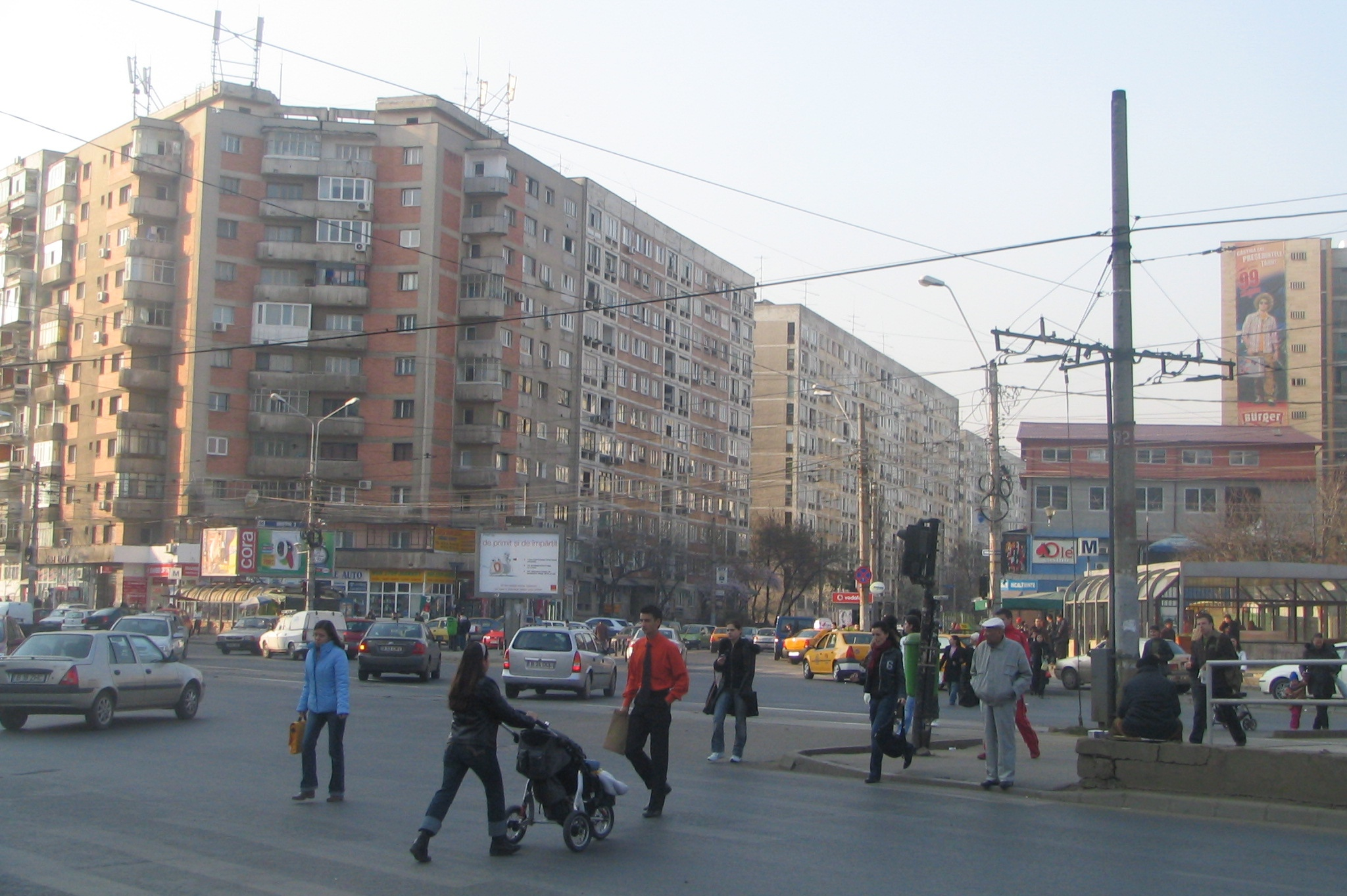
Dristor.

Dristor es un barrio situado en la parte sureste de Bucarest, en el Sector 3. Limita con los barrios de Dudeşti, Vitan, Văcăreşti y Titan. La estación de Dristor es un importante nodo de la red de metro de Bucarest.
Entre las dos Guerras Mundiales, en Dristor se encontraban la puerta sur de la ciudad y la carretera (Drumul Dristorului) que se dirigía al Cadrilater y a la ciudad de Dristor (Dârstor), hoy Silistra, en Bulgaria (de donde viene su nombre). La misma calle era conocida en el siglo XIX como "Gura Lupului" (Boca del Lobo).
Antes de los años 60, no había bloques de apartamentos en la zona. Las casas se demolieron en los años 70 y se sustituyeron por bloques de apartamentos de 4 y 10 pisos.